# كوفي باري
كوفي باري (بالإنجليزية: Kofi Pare)‏ هو لاعب كرة قدم غاني، ولد في 28 نوفمبر 1938. شارك مع منتخب غانا لكرة القدم.

## وصلات خارجية
- كوفي باري على موقع الاتحاد الدولي (مؤرشف)  (الإنجليزية)
- كوفي باري على موقع عالم كرة القدم.نت (الإنجليزية)
- كوفي باري على موقع أوليمبيديا (الإنجليزية)